# ライアン・ホリデイ
ライアン・ホリデイ（Ryan holiday、1987年 - )は、アメリカのベストセラー作家、メディア戦略家（ストラテジスト）。
メディア戦略のプロとして、有名ミュージシャンや作家のヒットを演出し、アメリカン・アパレル社のマーケティングディレクターも務めた。一方、ギリシア哲学ストア派（「ストイック」の語源）を、21世紀を生き抜く思考法として紹介し、数々のベストセラーを出している。

## 著作（哲学系）
「ストア哲学シリーズ」1作目は、"The Obstacle Is the Way"（邦訳：『苦境(ピンチ)を好機(チャンス)にかえる法則』）。同書はアメリカでベストセラーとなり、20カ国語に翻訳されている。
同書は政治家（アーノルド・シュワルツェネッガー元カリフォルニア州知事など）やミュージシャン（ヒップホップのLL・クール・Jなど)に広く読まれたが、中でもスポーツ界に大きな影響をあたえた。
ナショナル・フットボール・リーグ（NFL）の2014年スーパーボウルを制したニューイングランド・ペイトリオッツの主力選手は、本書を読んでいたという。さらに、敗北したシアトル・シーホークスのフロントが、翌シーズン、本書を選手に配ったとされる。
シリーズ2作目の"Ego Is the Enemy"（邦訳：『エゴを抑える技術』）も多数の読者を獲得。Amazon.comの読者レビューでは、845件のレビューで平均評価が4.5となっている（2018年3月19日時点）。
日本では、Market Hack編集長の広瀬隆雄が田端信太郎（元LINE役員）に同書を推薦したとし、「（SNSなどによって）肥大した自我が、いかに非生産的か？　ということを述べた本」だと評している。
3作目の"The Daily Stoic"（邦訳：『ストア派哲学入門』）もアメリカでベストセラーとなった。
『ストア派哲学入門』など一連の著作によって、現在アメリカでは「ストア派哲学の大衆化と普及が活発に行われており、シリコンバレーの起業家たちやアスリートたちのあいだでは、ストア派哲学の心酔者が増えている」。

## 著作（メディア戦略系）
ホリデイはまた、メディア戦略家として"Trust Me, I'm Lying: Confessions of a Media Manipulator"（未邦訳）"と"Growth Hacker Marketing"（邦訳：『グロースハッカー』)の2冊を上梓している。
前者は、ネット・ジャーナリズムの実情を暴露する内容。後者は、グロースハックとは何かを解説する内容となっている。
これらに加えて、2018年に最新刊の"Conspiracy: Peter Thiel, Hulk Hogan, Gawker, and the Anatomy of Intrigue"（未邦訳）を刊行した。

## 邦訳一覧
- 『グロースハッカー 第2版』佐藤由紀子訳（日経BP、2015）
- 『苦境（ピンチ）を好機（チャンス）にかえる法則』金井啓太訳（パンローリング、2016）
- 『エゴを抑える技術』金井啓太訳（パンローリング、2016）
- 『ストア派哲学入門』金井啓太訳（パンローリング、2017）
- 『ペレニアルセラー─稼げる定番商品の作り方』金井啓太訳（2019）